# Breyten Breytenbach
Pour les articles homonymes, voir Breytenbach.
Breyten Breytenbach, né le 16 septembre 1939 à Bonnievale (province du Cap, Union d'Afrique du Sud) et mort le 24 novembre 2024 à Paris, est un poète, écrivain, dramaturge, peintre, aquarelliste et militant anti-apartheid sud-africain naturalisé Français après son exil, qui écrit tant en afrikaans, sa langue maternelle dont il est considéré comme l'un des plus grands écrivains, qu'en anglais.

## Biographie
Fils d'agriculteurs, Breyten Breytenbach est né à Bonnievale, à 180 km du Cap et à 100 km de Cape Agulhas. Il a deux frères, l'aîné, Jan Breytenbach (né en 1932), qui sera le fondateur du South African Special Forces Brigade, et le cadet, Cloete Breytenbach (1933-2019), qui sera photographe pour Die Burger, fondateur d'une agence de photo de presse et correspondant de guerre.
Au début des années 1960,  encore étudiant à l'université du Cap, il  s'oppose à la politique d'apartheid menée par le gouvernement Verwoerd. Alors qu'il effectue un séjour en France, il rencontre Yolande Ngo-Sach-Vinh, une Française d'origine vietnamienne, qu'il épouse. Ce mariage, qui tombe sous le coup du Mixed Marriages Act et de l’Immorality Act prohibant, de 1949 à 1985, les mariages mixtes entre Blancs et les personnes d'autres couleurs, l'interdit de séjour dans son pays natal. 
Il s'installe alors à Paris et lance un mouvement clandestin d'opposition à l'apartheid, Okhela, qui devait organiser des réseaux de Blancs au service du Congrès national africain (ANC) de Nelson Mandela. Breytenbach était aussi lié au réseau Curiel. 
Lors d'un séjour clandestin en Afrique du Sud, en 1975, durant lequel il essaie de recruter des membres pour Okhela, il est arrêté puis jugé. Il est condamné à neuf ans de prison. Breytenbach est finalement libéré en 1982, grâce au soutien du président François Mitterrand, et retourne en France, adoptant la nationalité française. Durant cette période, son frère Jan, aux idées diamétralement opposées, mène au Sud-Ouest africain/Namibie des opérations secrètes de l'armée sud-africaine .
Il put retourner en Afrique du Sud avec l'abolition des dernières lois de l'apartheid en 1991 et les premières élections générales sud-africaines de 1994 au suffrage universel sans restriction raciale. Depuis, il partage  son temps entre les États-Unis, la France, le Sénégal, où il dirige l'Institut Gorée, installé sur l'île de Gorée, et son pays natal, où il enseigne, publie et donne à voir des pièces de théâtre controversées sur ladite « nation arc-en-ciel ». Il a une fille journaliste nommée Daphnée Breytenbach.

## Œuvre
D'abord poète appartenant, avec André Brink, au groupe des Sestigers, Breyten Breytenbach se signale rapidement par des fictions fantasmagoriques, comme Om Te Vlieg, dans lequel le personnage fantastique Panus joue un rôle primordial. Son séjour en prison donne naissance à des écrits de type autobiographique, comme The True Confessions of an Albino Terrorist (1983). Il commence aussi, à partir du début des années 1980, à écrire directement en anglais, ce qui ne l'empêche pas pour autant de poursuivre son activité poétique en afrikaans.
Breytenbach est surtout connu, dans son pays comme en Europe, pour ses activités de peintre. Il a présenté, depuis 1996, plusieurs expositions personnelles. Plusieurs de ses livres sont illustrés par ses soins, comme All One Horse (1987), qui fait alterner récits brefs et aquarelles.

## Publications
- Feu froid (Kouevuur, 1976), poèmes traduits de l’afrikaans par Georges Lory, préface de Bernard Noël, Bourgois, 1976 ; réimpression 1983, 128 p.
- Confession véridique d’un terroriste albinos (The True Confessions of an Albino Terrorist, 1983), récit autobiographique traduit de l'anglais par Jean Guiloineau, Stock, « Nouveau cabinet cosmopolite », 1984, 360 p.
- Mouroir : notes-miroir pour un roman (Bes Pieëlende notas van’n roman, 1983 / Mouroir : Mirror-notes of a Novel, 1984), traduit de l'anglais par Jean Guiloineau, Stock, « Nouveau cabinet cosmopolite », 1983, 332 p.
- Métamortphase : poèmes de prison, 1975-82. Autoportrait-veille de mort, traduit de l’afrikaans par Georges-Marie Lory et l’auteur, Grasset, 1987, 128 p.
- Une saison au paradis (‘n Seisoen in die Paradis, 1977-1980 [sous le pseudonyme de B. B. Lazarus] / A Season in Paradise, 1981), journal traduit de l'anglais par Jean Guiloineau, Le Seuil, 1986, 282 p.
- Feuilles de route : essais, lettres, interviews, articles de foi, notes de travail (Ends Papers : Essays, Letters, Articles of Faith, Worbook Notes, 1985), traduit de l'anglais par Jean Guiloineau, Le Seuil, 1986, 322 p.
- Mémoire de poussière et de neige (Memory of Snow and Dust, 1989), roman traduit de l'anglais par Jean Guiloineau, Grasset, 1989, 372 p. ; nouvelle édition L. G. F., Le Livre de poche n°7337, 1991, 470 p.
- Tout un cheval : fictions et images (Alles één paard / All One Horse, 1989), 27 poèmes en prose traduits par Jean Guiloineau et 27 aquarelles, Grasset, 1990, 128 p.
- Retour au paradis : journal africain (Return to Paradise, 1993), traduit de l'anglais par Jean Guiloineau, Grasset, 1993, 340 p. ; nouvelle édition : L. G. F., « Le Livre de poche » n°13671, 1995.
- Lady One, (Lady One: Of Love and other Poems, 2002), traduit de l'anglais par Jean Guiloineau, Melville, 2004, 112p.
- Le cœur-chien, traduit de l'anglais par Jean Guiloineau, Actes Sud, 2005, 323p.
- L'étranger intime, traduit de l'anglais par Jean Guiloineau, Actes Sud, 2007, 257p.
- L'empreinte des pas sur la terre : Mémoires nomades d'un personnage de fiction, traduit de l'anglais par Jean Guiloineau, Actes Sud, 2008, 427p.
- Le Monde du milieu, essais littéraires, traduit de l'anglais par Jean Guiloineau, Actes Sud, 2009, 224p.
- Outre-voix: Conversation nomade avec Mahmoud Darwich, poèmes, traduit de l'afrikaans par Georges Lory, Actes Sud, Arles, France, 2009, 80p.  (ISBN 978-2-7427-8819-4)
- La femme dans le soleil, poèmes, traduit de l'afrikaans par Georges Lory, Bruno Doucey, 2015
- La main qui chante, poèmes, traduit de l'afrikaans par Georges Lory, Bruno Doucey, 2020

Traductions françaises
Le premier traducteur de Breyten Breytenbach fut Georges Lory, qui travailla avec l'écrivain sur le recueil de poèmes de prisons Métamorphase. L'écrivain Breyten Breytenbach fut ensuite traduit par Jean Guiloineau pendant de nombreuses années (qui fut également le traducteur de Gordimer et de Brink).

## Filmographie
- Écrivains des frontières, un voyage en Palestine(s), film documentaire réalisé par Samir Abdallah et José Reynes, qui témoigne de la solidarité d'une délégation d'écrivains pour la cause palestinienne. Avec Mahmoud Darwish, Russell Banks, Vincenzo Consolo, Bei Dao et Breyten Breytenbach,

## Récompenses et distinctions
- Prix Anisfield-Wolf en 1985, pour Mouroir : notes-miroir pour un roman.
- Prix Malaparte en 1994.
- Prix Hertzog en 1984 pour "Yk", en 1999 pour Oorblyfsels: 'n Roudig et Papierblom, et en 2008 pour Die Windvanger.
- Prix Max-Jacob en 2010 pour Outre Voix - Voice Over.
- Prix littéraire Jacobus van Looy
- Chevalier de la légion d'honneur et commandeur des arts et des lettres[2].

## Liens  externes
- Ressources relatives aux beaux-arts :   - Artists of the World Online
  - Bénézit
  - Delarge
  - RKDartists
  - Union List of Artist Names
- Ressources relatives à la littérature :   - Academy of American Poets
  - Étonnants voyageurs
  - Kritisches Lexikon zur fremdsprachigen Gegenwartsliteratur
  - Printemps des poètes
- Ressources relatives au spectacle :   - Les Archives du spectacle
  - Kunstenpunt
- Ressources relatives à l'audiovisuel :   - Africultures
  - IMDb
- Ressources relatives à la musique :   - Discogs
  - MusicBrainz
- Notices dans des dictionnaires ou encyclopédies généralistes :   - Britannica
  - Brockhaus
  - Den Store Danske Encyklopædi
  - Deutsche Biographie
  - Gran Enciclopèdia Catalana
  - Hrvatska Enciklopedija
  - Internetowa encyklopedia PWN
  - Nationalencyklopedin
  - Munzinger
  - Proleksis enciklopedija
  - Store norske leksikon
  - Universalis
- Notices d'autorité :   - VIAF
  - ISNI
  - BnF (données)
  - IdRef
  - LCCN
  - GND
  - Italie
  - CiNii
  - Espagne
  - Pays-Bas
  - Pologne
  - Israël
  - NUKAT
  - Suède
  - Canada
  - Australie
  - Norvège
  - Tchéquie
  - WorldCat